# Ferrari 156 F1-63
La Ferrari 156 F1-63 è stata la monoposto con cui la Scuderia Ferrari ha gareggiato in Formula 1 nel 1963 e nel 1964.

## Sviluppo
Per il 1963 vennero introdotte numerose innovazioni, rispetto alla 156 F1 dell'anno precedente. Il telaio fu ulteriormente modificato, con il passo allungato a 2380 mm, e adottò la pannellatura in alluminio tipica dell'industria aeronautica (infatti, la denominazione ufficiale divenne 156 Aero). Vennero abbandonati i cerchi a raggi con gallettone centrale a favore di più moderni e solidi cerchi in lega leggera e i freni a disco furono montati inboard. Venne poi utilizzato il solo motore a V di 120° che adottava, per la prima volta su una Ferrari, l'alimentazione ad iniezione diretta della Bosch. L'iniezione permise di aumentare la potenza (205 CV a 10.500 giri/min) e il regime di rotazione del motore.
Verso la fine della stagione 1963, il motore venne ulteriormente modificato con l'adozione dell'accensione a transistor, di nuovi pistoni in lega leggera e del cambio di nuovo a 5 marce. Venne inoltre adottato un nuovo telaio a semi-monoscocca dopo che l'anno prima la Lotus aveva presentato la rivoluzionaria "25" con telaio monoscocca.

## Carriera agonistica

### 1963

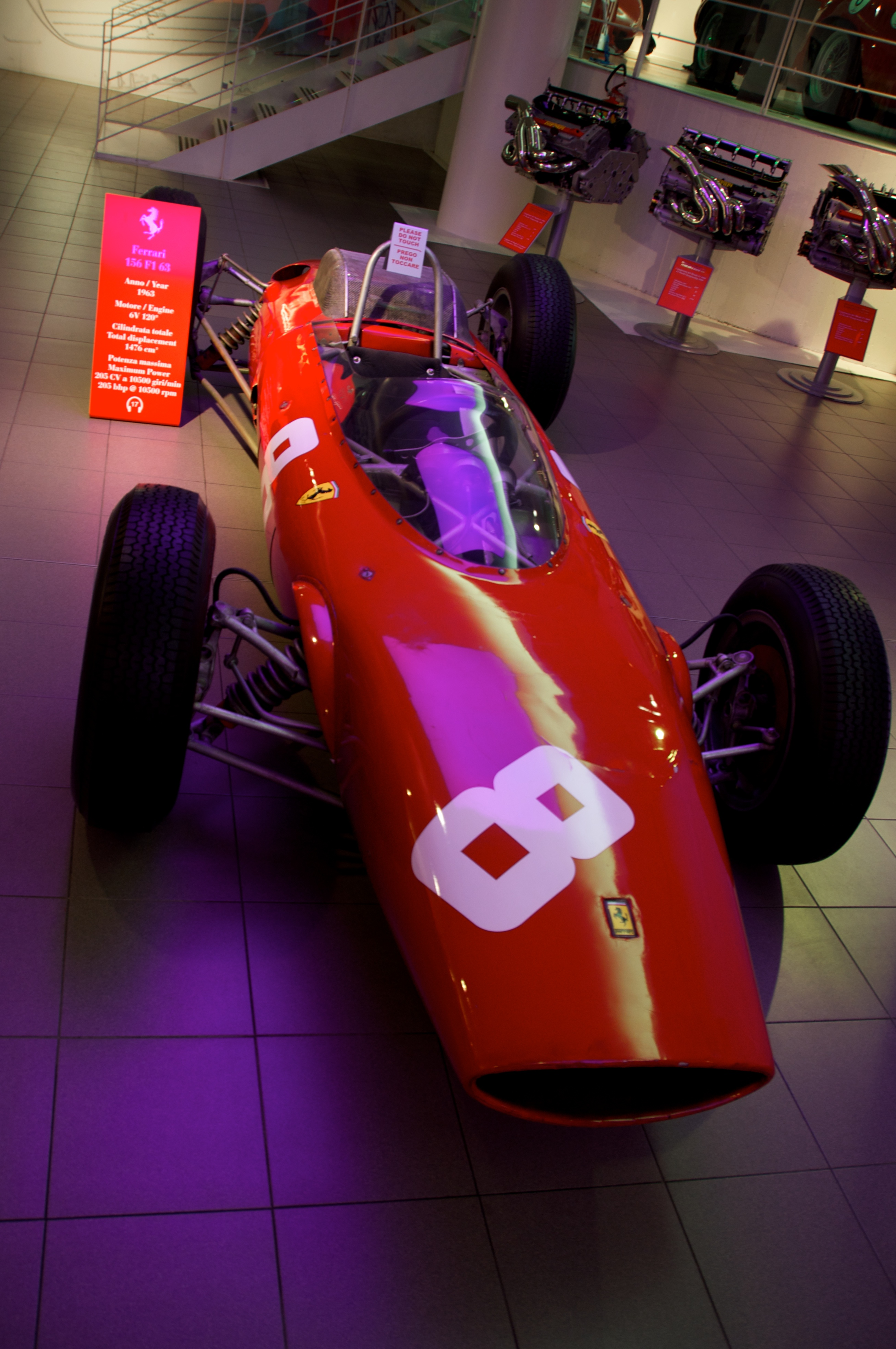
Una "156 F1-63" esposta al Museo Ferrari di Maranello.

Il 1963 fu un anno avaro di soddisfazioni. Jim Clark e la sua Lotus "25" si rivelarono imbattibili conquistando ben 7 delle 10 prove previste. Il migliore risultato della 156 fu la vittoria nel GP di Germania ad opera del neo arrivato John Surtees: al via Clark mantenne la prima posizione, mentre Bandini ebbe un incidente subito dopo il via, dovendosi ritirare. Il pilota della Lotus ebbe però dei problemi al motore già nel corso del primo passaggio, venendo superato da Ginther e Surtees. Nel corso del secondo giro, mentre anche Ginther era colpito da problemi tecnici che lo fecero scivolare indietro in classifica, Mairesse, anche su Ferrari, ebbe un gravissimo incidente, causando la morte di un soccorritore e subendo gravi ferite alle braccia.
In testa alla corsa Clark provò a insidiare Surtees, ma il problema al motore della sua Lotus lo costrinse a rinunciarci, accontentandosi del secondo posto. Surtees condusse fino alla bandiera a scacchi, conquistando la prima vittoria in carriera in Formula 1.
A fine stagione la Ferrari dovette accontentarsi del 4º posto finale di Surtees, un secondo posto e un terzo posto oltre alla vittoria in Germania, e del 10º di Bandini (miglior risultato due quinti posti).

### 1964
Nonostante la nuova 158 F1, la Scuderia Ferrari schierò la 156 anche nel 1964 in occasione di sei GP: Monaco, Gran Bretagna, Germania, Austria (in tutti e quattro guidata da Lorenzo Bandini), Italia (Ludovico Scarfiotti) e Messico (Pedro Rodríguez). Con la 156 Bandini riuscì a conquistare un terzo posto in Germania e la vittoria in Austria mentre Surtees con la nuova 158 vinse il mondiale.

## Risultati completi
| Anno | Team                       | Motore             | Gomme | Piloti     |     |     |   |     |   |     |     |    |     |     | Punti | Pos. |
| ---- | -------------------------- | ------------------ | ----- | ---------- | --- | --- | - | --- | - | --- | --- | -- | --- | --- | ----- | ---- |
| 1963 | Scuderia Ferrari SEFAC SpA | Ferrari 178 1.5 V6 | D     | Surtees    | 4   | Rit | 3 | Rit | 2 | 1   | Rit | 9* | SQ  | Rit | 26    | 4º   |
| 1963 | Scuderia Ferrari SEFAC SpA | Ferrari 178 1.5 V6 | D     | Mairesse   | Rit | Rit |   |     |   | Rit |     |    |     |     | 26    | 4º   |
| 1963 | Scuderia Ferrari SEFAC SpA | Ferrari 178 1.5 V6 | D     | Scarfiotti |     |     | 6 | NP  |   |     |     |    |     |     | 26    | 4º   |
| 1963 | Scuderia Ferrari SEFAC SpA | Ferrari 178 1.5 V6 | D     | Bandini    |     |     |   |     |   |     | Rit | 5  | Rit | 5   | 26    | 4º   |

| Anno | Team                                                  | Motore             | Gomme | Piloti      |    |  |  |  |   |   |   |   |  |   | Punti   | Pos. |
| ---- | ----------------------------------------------------- | ------------------ | ----- | ----------- | -- |  |  |  | - | - | - | - |  | - | ------- | ---- |
| 1964 | Scuderia Ferrari SEFAC SpA North American Racing Team | Ferrari 178 1.5 V6 | D     | Bandini     | 10 |  |  |  | 5 | 3 | 1 |   |  |   | 45 (49) | 1º   |
| 1964 | Scuderia Ferrari SEFAC SpA North American Racing Team | Ferrari 178 1.5 V6 | D     | P.Rodríguez |    |  |  |  |   |   |   |   |  | 6 | 45 (49) | 1º   |
| 1964 | Scuderia Ferrari SEFAC SpA North American Racing Team | Ferrari 178 1.5 V6 | D     | Scarfiotti  |    |  |  |  |   |   |   | 9 |  |   | 45 (49) | 1º   |

| Legenda | 1º posto     | 2º posto | 3º posto    | A punti         | Senza punti/Non class.  | Grassetto – Pole position Corsivo – Giro più veloce |
| Legenda | Squalificato | Ritirato | Non partito | Non qualificato | Solo prove/Terzo pilota | Grassetto – Pole position Corsivo – Giro più veloce |

(*) Indica quei piloti che non hanno terminato la gara ma sono ugualmente classificati avendo coperto, come previsto dal regolamento, almeno i 2/3 della distanza totale.